# Santa Maria a Monte
Santa Maria a Monte é uma comuna italiana da região da Toscana, província de Pisa, com cerca de 10.843 habitantes. Estende-se por uma área de 38 km², tendo uma densidade populacional de 285 hab/km². Faz fronteira com Bientina, Calcinaia, Castelfranco di Sotto, Montopoli in Val d'Arno, Pontedera.

## Demografia
| Variação demográfica do município entre 1861 e 2011                               |
|                                                                                   |
| Fonte: Istituto Nazionale di Statistica (ISTAT) - Elaboração gráfica da Wikipedia |